# Retrat de cardenal
Retrat de cardenal és una pintura del pintor italià Raffaello Sanzio. És un oli sobre taula, pintat cap a l'any 1510. Mesura 79 cm d'alçada i 61 cm d'amplada. Es conserva en el Museu del Prado de Madrid.
Va ser pintat durant el papat de Juli II, quan Rafael gaudia de gran èxit, realitzant retrats dels diversos membres de la cúria. La identitat exacte del personatge roman anònima, encara que s'han avançat diverses hipòtesis.
És un retrat de composició sòbria però molt meditada. El retratat es mostra de mig cos, amb les seves robes de cardenal representades minuciosament, amb gran realisme, en particular la seda de la musseta, amb lluentors tornassolades. La posició del braç, com recolzat en el pom d'una butaca que no es veu, dona major solidesa al disseny: el blanc del teixit subratlla el vermell de la seda, i la mà avança cap a l'espectador en escorç, ajudant a aquest efecte de profunditat. El rostre mostra una personalitat reflexiva i reservada, amb una gran seguretat en si mateix; «la mirada resulta una miqueta profunda i, malgrat la duresa que intenta transmetre, posseeix certs trets afables». Es detecten retocs en la posició dels ulls; rajos X han desvelat que el cabell era inicialment més llarg i que Raffaello Sanzio ho va modificar. El color predominant és el vermell del vestit que destaca sobre fons fosc, gairebé negre. Del mateix color és el birret del cardenal.
El quadre representa a un cardenal, segurament membre de la cort papal de Juli II. No ha estat identificat amb seguretat, malgrat la nombroses suposicions dels estudiosos, que han vist en ell a Bernardo Dovizi da Bibbiena, Innocenci Cybo, Francesco Alidosi, Scaramuccia Trivulzio, Papa Pau III, Bandinello Sauli, Hipòlit d'Este, Silvio Passerini, Antonio Ciocchi, Matthäus Schiner o Lluís d'Aragó. El mateix personatge apareix també en La disputa del Sagrament, del mateix autor.
Aquest tipus de retrat va influir en artistes posteriors com Ticià i altres pintors de l'escola veneciana. Mostra notable força psicològica, encara que és ambigu i això dificulta interpretar la mirada com a astuta o intel·ligent.
El quadre va ser adquirit per Carles IV d'Espanya quan encara era príncep d'Astúries, durant una estada a Roma. Va arribar a la col·lecció real espanyola sota l'atribució a Antonio Moro, justificada per la tècnica minuciosa, que semblava inusual en Raffaello Sanzio. Posteriorment va ingressar en el Museu del Prado.